# Ardu
Ardu – alevik w Estonii, w prowincji Harju, stolica gminy Kõue.